# 瓦尔德马·莱金
瓦尔德马·莱金（波蘭語：Waldemar Legień，1963年8月28日—），波兰男子柔道运动员。他曾代表波兰参加1988年和1992年夏季奥林匹克运动会柔道比赛，其中1988年奥运会获得男子78公斤级金牌，1992年奥运会则获得男子86公斤级金牌。